# Highway Lake
Der Highway Lake (englisch für Schnellstraßensee) ist ein 1,25 km langer und bis zu 250 m breiter See an der Ingrid-Christensen-Küste des ostantarktischen Prinzessin-Elisabeth-Lands. Er liegt in den Vestfoldbergen. 
Das Antarctic Names Committee of Australia benannte ihn 1983. Namensgebend ist der Umstand, dass der See im gefrorenen Zustand als „Schnellstraße“ zwischen dem Langnes-Fjord und der Taynaya Bay fungiert.